# マリ共和国の鉄道
マリ共和国の鉄道では、マリ共和国における鉄道について記す。

## 概要
マリ共和国国内で運行されている鉄道路線はダカール・ニジェール鉄道のひとつだけである。クリコロ港を起点として首都バマコを経由しセネガル国境まで延びている。セネガルに入ってダカールに至る。マリ共和国内の運行距離は729 kmである。軌間は狭軌の1,000 mm（メーターゲージ）を採用している。

### 諸元
- 軌間: 1,000 mm (3 ft 3+3⁄8 in)
- ブレーキ：真空ブレーキを採用[1]。
- 連結器：ヨーロッパ方式のリンク式連結器[2]。詳細はCC2286型を参照[3]。ただし、インドから手当てした車両の一部はねじ式連結器（スウェーデン式）を採用。
- 列車荷重：15 t[4]。

## 事業者
バマコ・ダカール線はかつて、マリ・セネガル合弁公有会社（1995年設立）が所有し、最終的には民営化を目ざした。機器と設備の更新を条件に、カナダの企業に運行権を25年契約で譲歩したのは2003年時点である。そのトランスライユ社（フランス語） TransRail社も企業買収の末、2016年で営業提携を停止した。
老朽化したと言われながらも、マリ国内では1999年時点の輸送量の概算は推定で貨物53万6千 t、旅客77万8,千人という。保線の状態は悪く、雨季には頻繁に線路が閉鎖される。潜在的な需要は見落とせず、内陸国のマリとダカール港を結ぶ輸送の要であり、マリからの輸出にとって2002年のコートジボワールの内戦はアビジャンへの輸送を混乱させ、ダカール経由の出荷がますます関心をひく契機となった。
2000年代初頭には新線を通す計画もあり、バマコからギニアに入り、クールーサ経由カンカンまで通じるはずだったが実現していない。
マリではバマコからカティおよびセネガル川左岸をカイ州に入り、ディアムー（Diamou）経由で中心都市Kayesへ向かう旅客車両が週に3日、運行していた（2013年時点）。
かつてのバマコ・クリコロ間では、少なくとも2005年から一部区間が不通である。衛星画像で見る限り、使用されていない上、再び運行する前に、修理が必要な橋や軌道の基礎流出が多数、観察される。中国企業（中国鉄建）が主要区間の整備計画を受注し、TransRailとの提携が打ち切られると、営業権はその後ダカール・ニジェール鉄道（仏: Dakar Bamako Ferroviaire）に移った。

## 隣接国との鉄道接続状況
- セネガル - 接続 - 同じ狭軌1,000 mmを採用
- モーリタニア - 接続なし
- アルジェリア - 接続なし
- ニジェール - 接続なし
- ブルキナファソ - 接続なし
- コートジボワール - 接続なし
- ギニア - 接続なし[5]

## 駅と沿線の都市

### 運用中
マリとセネガルの国境の街
- キディラ（英語）Kidira

マリ国内
- カイ（カイ州）カイ圏
- ディアムー（英語）Diamou（同）
- キタ（英語）Kita（同）キタ圏
- カティ（クリコロ州）
- バマコ - マリの首都

### 廃止
- クリコロ - かつての始発駅、川港。

## 営業距離
総営業距離は、2001年から2006年まで729 km、2008年から2014年当時まで593 km。